# Голубов Дмитро Іванович
Дмитро́ Іва́нович Го́лубов (нар. 16 жовтня 1983, Одеса) — український політик, кіберзлочинець, колишній кардер. Голова «Інтернет партії України». Підозрювався правоохоронними органами кількох країн в організації кіберзлочинів у банківській сфері.

## Життєпис

### Сім'я
Батько — Іван Васильович Голубов, музикант, голова обласного відділення Спілки композиторів України. Мати — стоматолог.

### Освіта
Навчався в школі ім. Столярського, в гімназії № 2, в школі № 27, а також в економічному ліцеї при школі № 27.
2001 року вступив до Одеського університету ім. Мечникова на економіко-правовий факультет за спеціальністю «облік і аудит».

### Трудова діяльність
Свої перші гроші заробив у 7 років, продаючи туристам листівки із зображеннями пам'яток Одеси. 1991 року працював у пекарні, де молов бринзу. У старшому віці мив автомобілі.
1999 року разом з групою товаришів створив фірму, яка надавала послуги набору тексту на комп'ютері, ремонту комп'ютерів, налаштування програмного забезпечення.

### Громадсько-політична діяльність
2007 — вирішив створити «Інтернет партію України».
2008 — зареєстрував Всеукраїнську громадську організацію «Інтернет Парламент», яка об'єднала соціально активних молодих людей, що стало фундаментом для створення партії. Засновник і власник «Інтернет партії України», зареєстрованої Мін'юстом 26 березня 2010 року.
Станом на вересень 2014 року безпартійний і балотувався від партії «Блок Петра Порошенка». 2014 року обраний нардепом, Одеса, округ № 136.
- Член Комітету ВРУ з питань правової політики та правосуддя
- Член міжпарламентської асамблеї ВРУ та Сейму Литви
- Член групи з міжпарламентських зв'язків з Угорщиною
- Член групи з міжпарламентських зв'язків з Китаєм[4]

Кандидат у народні депутати на парламентських виборах 2019 року (виборчий округ № 136, частина Малиновського, частина Суворовського районів м. Одеси). Програв кандидату від партії «Слуга народу» Олександру Горенюку.

## Кіберзлочинність
Сайт Carderplanet.com було створено 2001 або 2003 року та зареєстровано на Мадагаскарі. Навколо цього сайту утворилося злочинне угруповання з виробництва підроблених карток міжнародних платіжних систем MasterCard та Visa. Як визнав згодом український хакер Neron, угрупування об'єднувало близько 7 тисяч кардерів — злочинців, які займаються махінаціями з використанням банківських карток. Шахраї були переважно росіянами або представниками інших східноєвропейських країн.
На сайті було надано широкий спектр послуг: де купити обладнання для підробки карток і де — готові картки. Вважають, що саме через цю організацію російський «Райффайзенбанк» у березні 2005 року призупинив приймання своїх карток на території України. Carderplanet діяла на території близько 20 країн. Поліція Великої Британії вважає, що протягом 2003—2006 років за допомогою цього сайту в банках різних країн вкрадено понад 11,4 млн $, хоча також називають у кілька разів більші цифри.
Керівників злочинного угруповання допомагали вистежували поліції багатьох країн, спецслужби, представники ФБР та Міністерства фінансів США. 7 липня 2005 року Голубова затримано вдома в Одесі.
Пів року відсидів у Лук'янівському СІЗО в Києві. Голубова звинуватили за чотирма статтями Кримінального кодексу України — йому загрожувало позбавлення волі до 12 років. 22 грудня 2005 року на попередньому слуханні в Солом'янському районному суді Києва суддя Володимир Скорик ухвалив рішення звільнити Голубова з-під арешту і передати на поруки народним депутатам із фракції Партії регіонів Володимирові Демьохіну та Володимирові Макеєнку. Вони внесли по 50 тисяч гривень застави. Суддя відмовив представникам MasterCard та Visa виступати на суді цивільними позивачами. Уникнути суду Голубову також допоміг віцепрезидент Спілки адвокатів України Петро Бойко. Вину Голубов досі не визнає.
Після чотирьох років судових розглядів Голубова повністю виправдав Солом'янський суд Києва за статтями 200 ч. 2, 255 ч. 1, 190 ч. 4 у зв'язку з «відсутністю складу злочину».

## Депутатська діяльність
Не голосував за проєкт постанови про «Заяву ВРУ з приводу невизнання Україною легітимності виборів до Держдуми Федеральних Зборів РФ сьомого скликання».
У лютому 2018 року взяв на поруки мера Одеси Труханова, якому висунули підозри у злочинній діяльності (зокрема, у привласненні держмайна) під час роботи на посту голови міста. Це дозволило Труханову вийти з-під варти без застави.
Не голосував за зняття арешту з фігурантів справ НАБУ нардепів Борислава Розенблата, Максима Полякова, Олександра Онищенка, а також був проти надання дозволу на зняття недоторканості з нардепів Євгена Дейдея та Вадима Лозового.

## Сім'я
Має сина.